# Barking (Londen)
Barking is een wijk in het Londense bestuurlijke gebied Barking en Dagenham, in de regio Groot-Londen.

## Geboren
- Lancelot Andrewes (1555-1626), theoloog en bisschop
- Bobby Moore (1941-1993), voetballer
- Brian Poole (1941), zanger
- Trevor Brooking (1948), voetballer
- Billy Bragg (1959), muzikant
- The Edge (David Evans) (1961), gitarist (U2)
- John Terry (1980), voetballer
- Paul Konchesky (1980), voetballer
- Bobby Zamora (1981), voetballer
- Christian Burgess (1991), voetballer

## Galerij

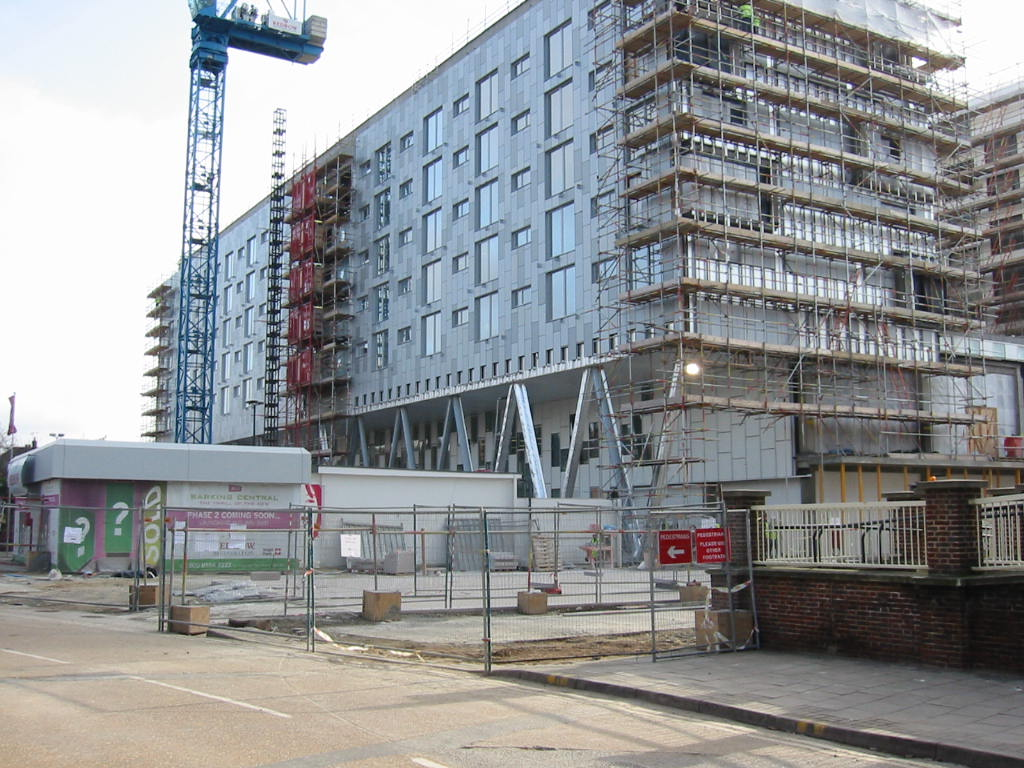
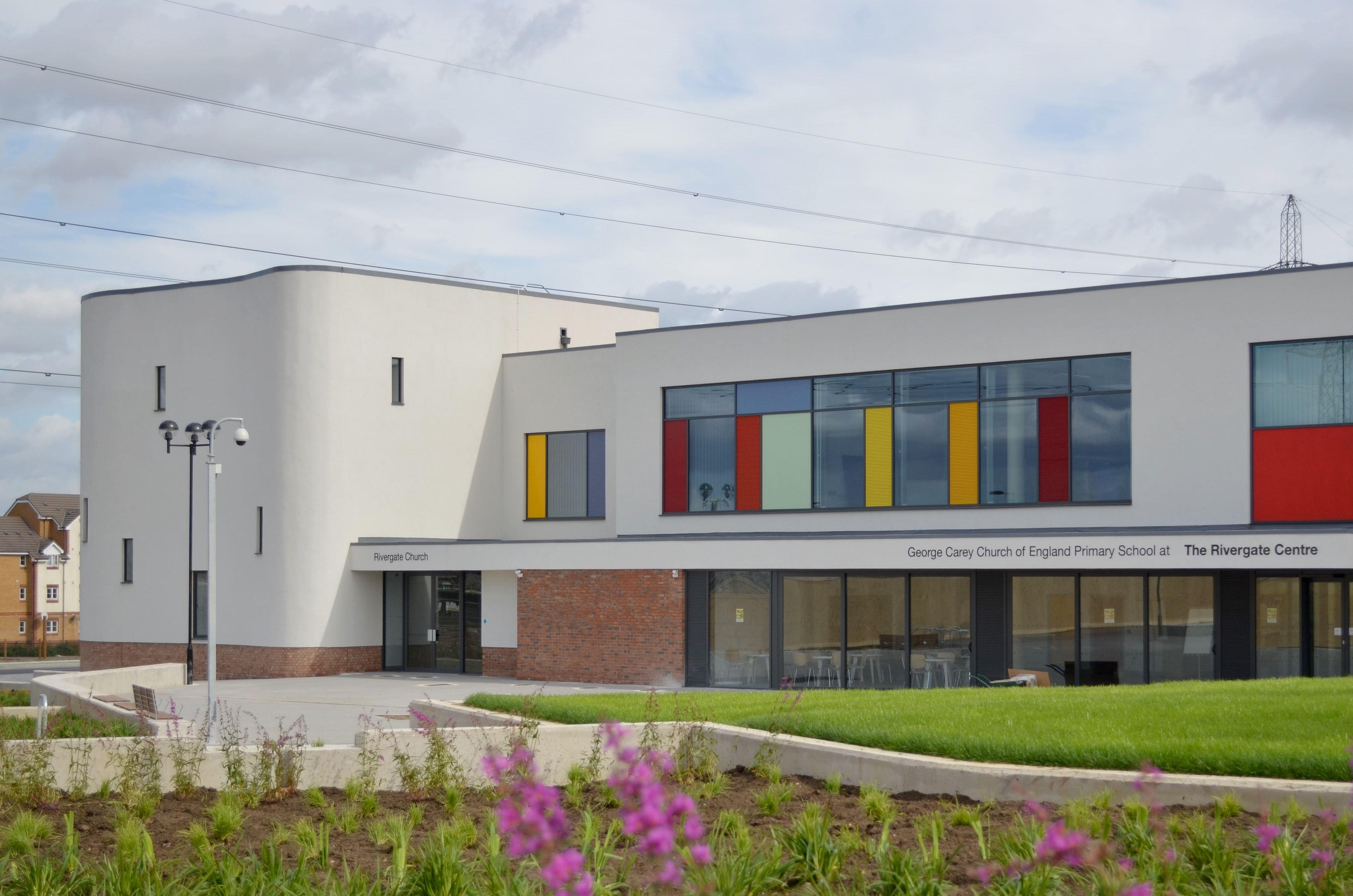
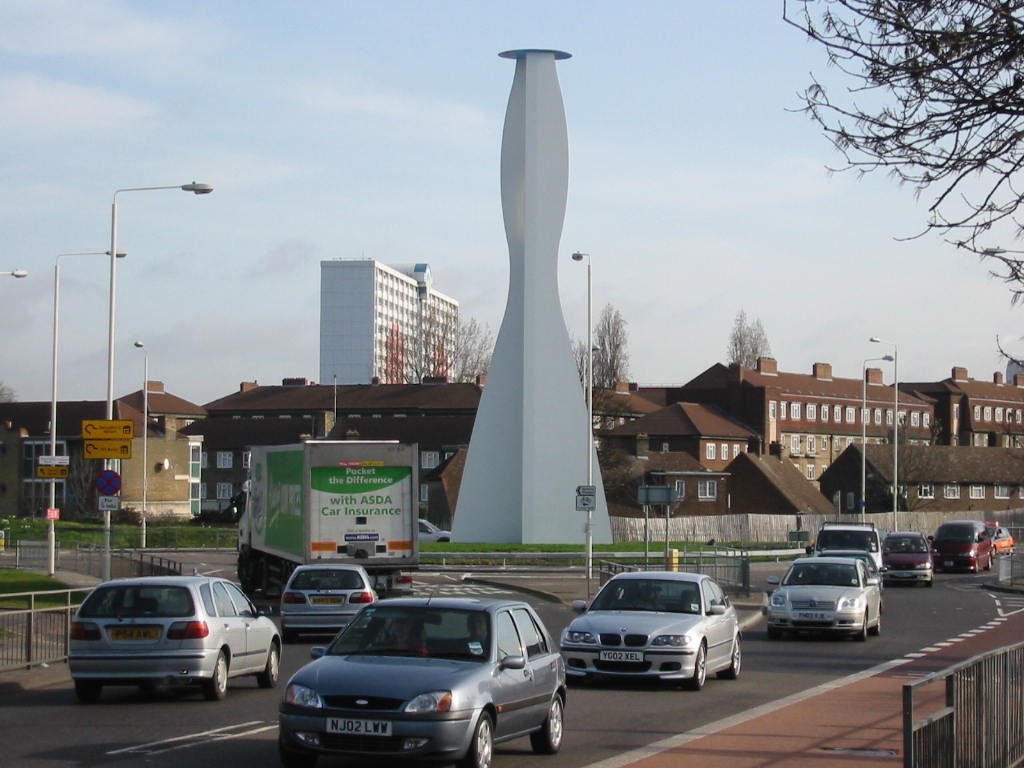
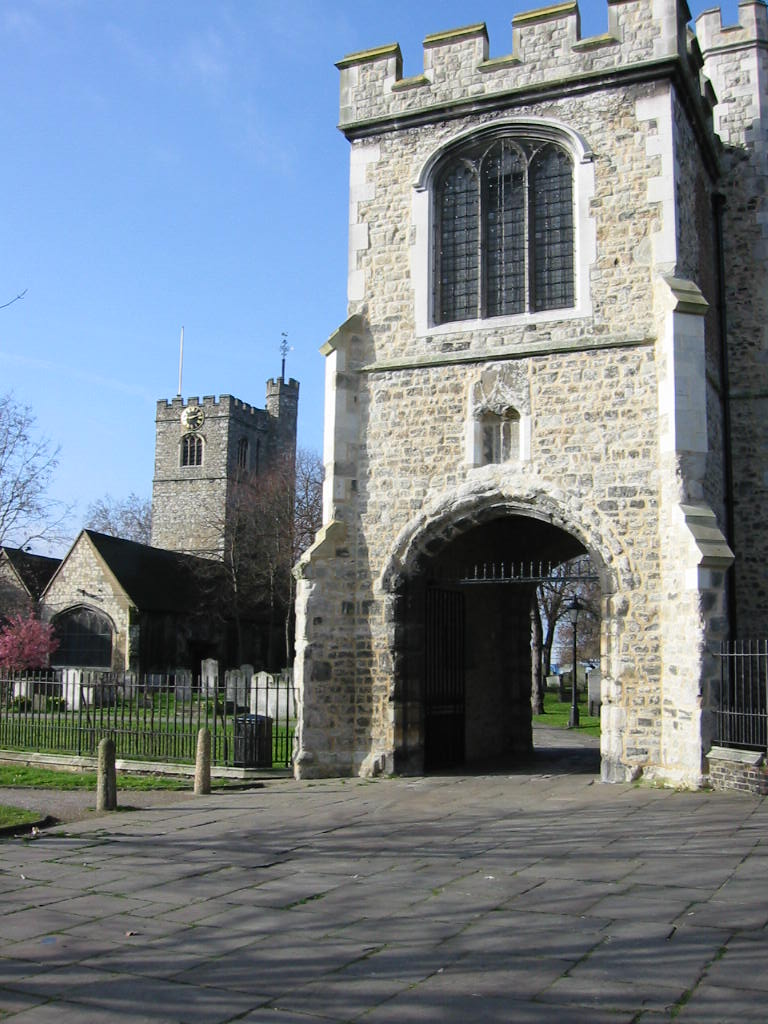
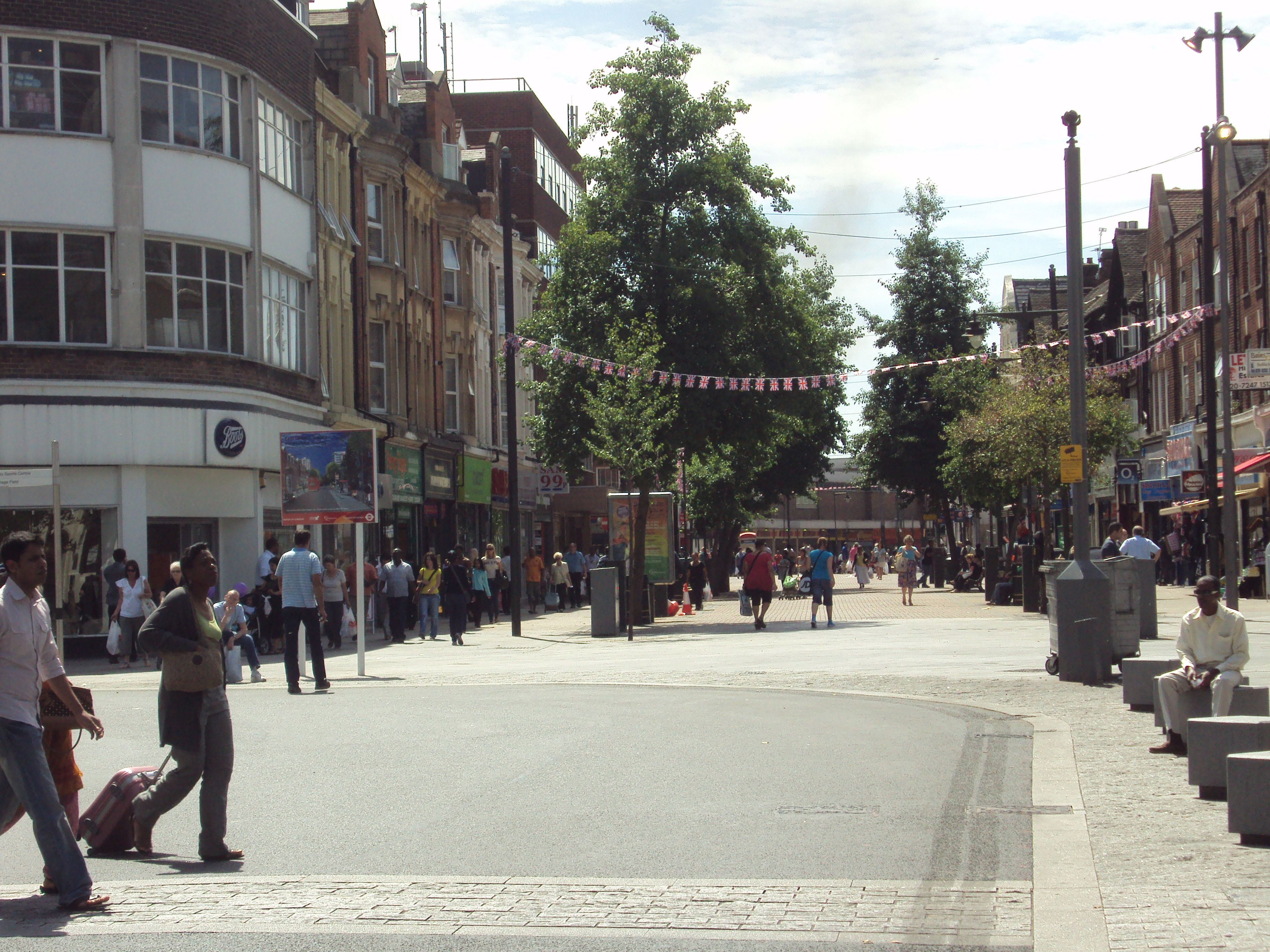
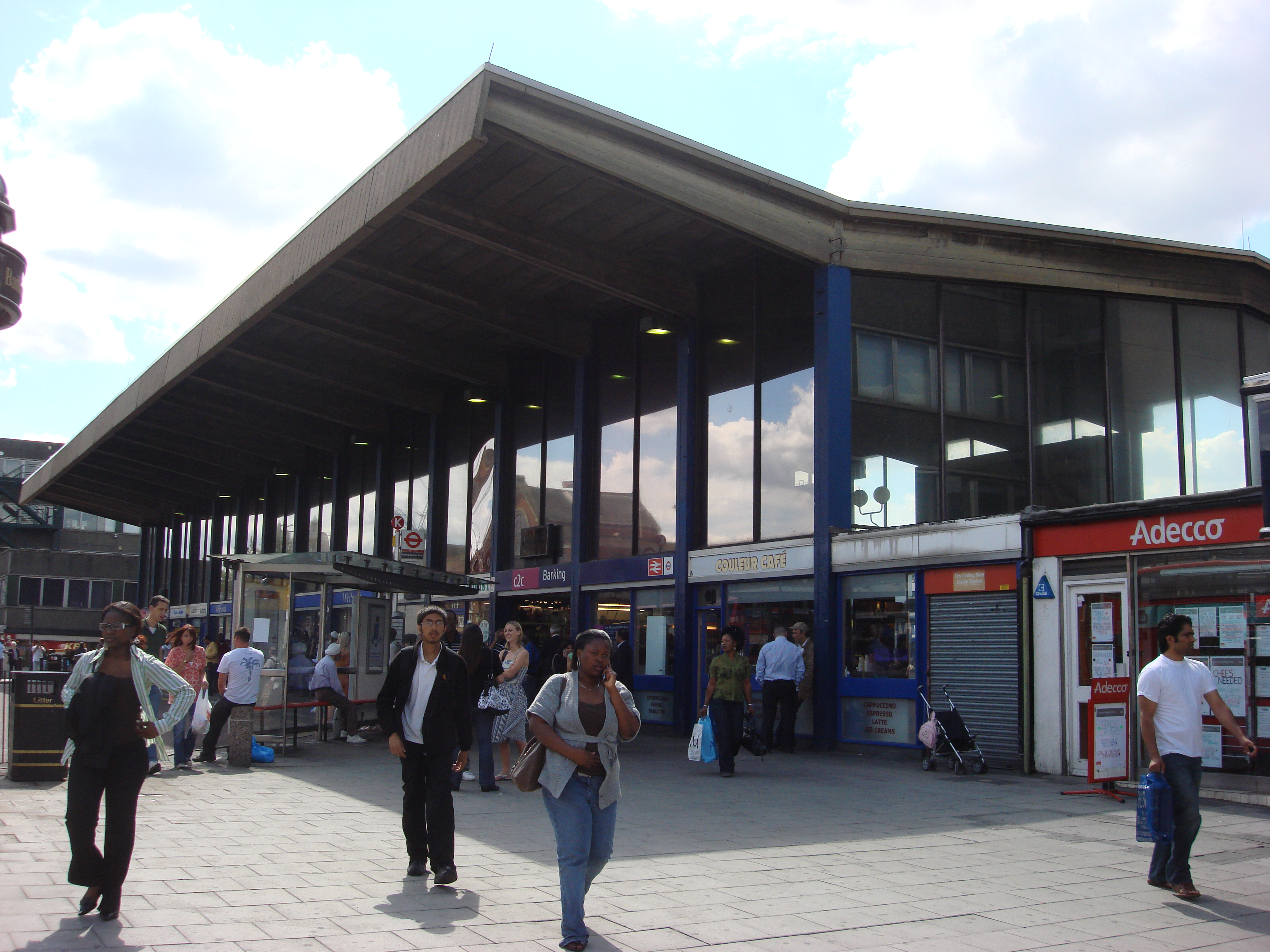
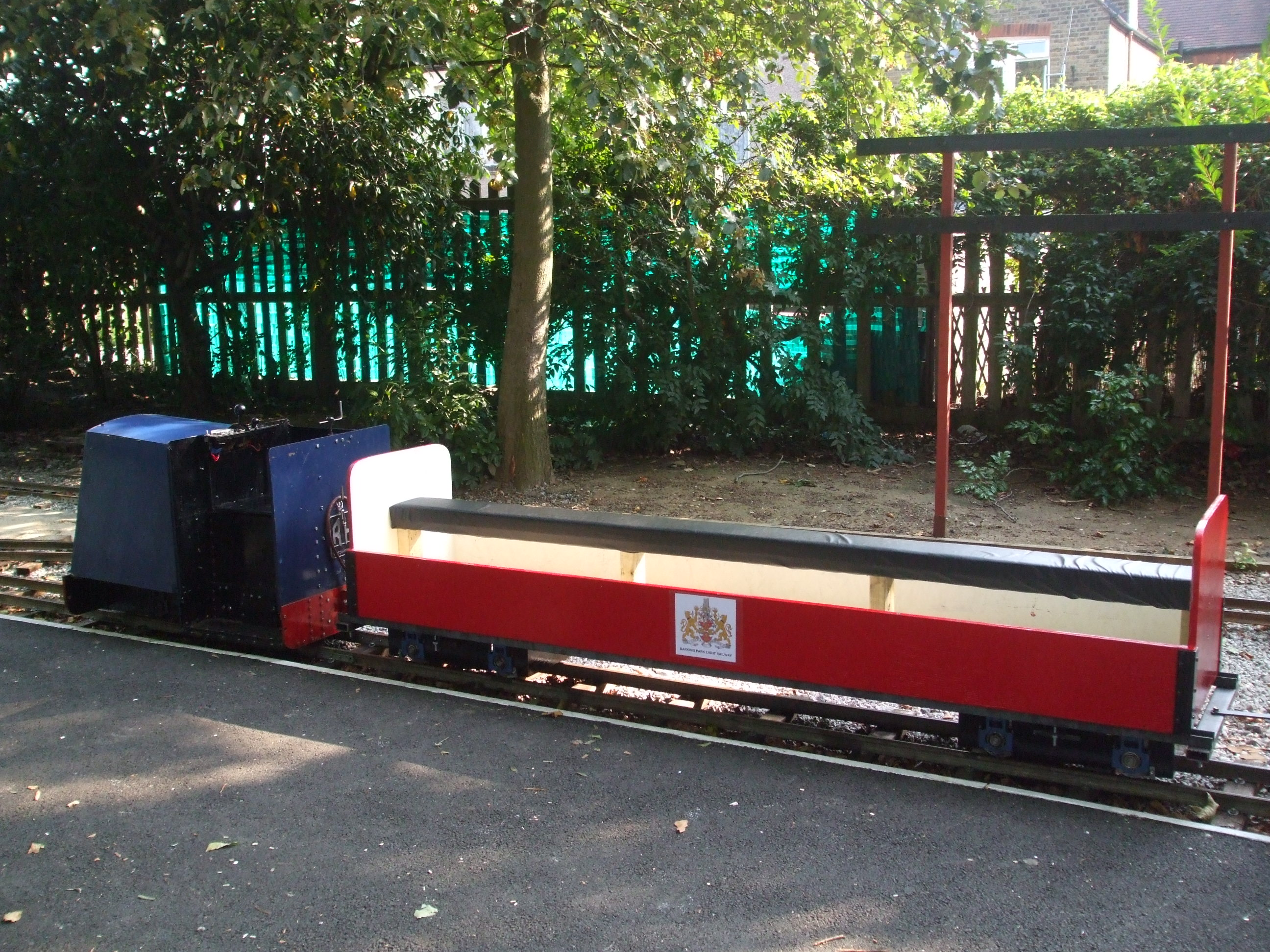